# 曹司勳
曹司勳（1549年—1598年），字膺麒，號儀山，直隸常州府宜興縣人，民籍，明朝政治人物。

## 生平
隆慶四年（1570年）庚午科應天鄉試第十五名舉人，五年（1571年）中式辛未科會試第三百十五名，三甲第二百八名進士。都察院觀政，养病。萬曆元年（1573年）告改绍兴府学教授，三年升国子监博士，七年升监丞，八年升刑部主事，歷任刑部员外郎、郎中，萬曆十七年（1589年）二月升福建布政使司左參政，二十一年（1593年）六月調浙江布政使司左參政，二十四年（1596年）四月升廣西按察使，二十五年（1597年）升福建右布政使，次年卒。

## 家族
曾祖曹詔，贈左布政使；祖父曹珮，贈左布政使；父曹三暘，南京工部尚書。嫡母呂氏（封夫人）；生母尹氏。具慶下。兄曹司宰（貢士），弟曹司直、曹司綸、曹司農、曹司教、曹司敕。